# Elli Voigt
Elli Voigt, de soltera Elli Garius (Berlín, 22 de febrero de 1912-Berlín-Plötzensee, 8 de diciembre de 1944), fue una criada y obrera de fábrica comunista que tomó parte en la resistencia alemana al nazismo.

## Biografía
Elli Garius nació en el seno de una familia obrera en Berlín. Trabajó como criada y luego como obrera de fábrica. Fue miembro de un club deportivo para obreros. En 1930 se casó con Max Giese, con quien tuvo una hija. En 1934 la pareja se divorció.
Luego conoció al comunista Fritz Voigt, quien fue detenido en 1935 y condenado a tres años de prisión. Después Fritz Voigt fue llevado al campo de concentración de Sachsenhausen. Fue puesto en libertad en 1941. Entonces la pareja se mudó a Schönow en Brandeburgo. Tenían una hija que nació en 1943. En Schönow Elli Voigt trabajó en una fábrica donde se producían cables.
Desde otoño de 1943 Elli Voigt fue miembro del grupo de resistencia comunista de Franz Jacob, Anton Saefkow y Bernhard Bästlein, con unos quinientos miembros uno de los grupos más grandes de oposición a los nacionalsocialistas. También estuvo en contacto con los grupos de resistencia en dos localidades alemanas. Elli Voigt imprimía y distribuía volantes, organizaba papeles falsificadas para personas perseguidas por los nazis y ayudaba a las trabajadoras forzadas en Schönow y sus alrededores. Se esforzaba especialmente para ayudar a las trabajadoras forzadas soviéticas de la fábrica de cables donde trabajaba, dándoles comida y papeles falsificadas.
Elli Voigt fue detenida el 13 de junio de 1944 y condenada a muerte el 21 de octubre de 1944. Fue ejecutada el 8 de diciembre de 1944.